# سيلفيا تالايا
سيلفيا تالايا (بالكرواتية: Silvija Talaja)‏ مواليد 14 يناير 1978 في إيموتسكي، كرواتيا، هي لاعبة كرة مضرب كرواتية سابقة بدأت مسيرتها كمحترفة سنة 1992 وكانت تلعب باليد اليمنى، اعتزلت اللعب في 2006. أعلى تصنيف لها في الفردي كان المركز الـ 18 في سنة 2000. أعلى تصنيف لها في الزوجي كان المركز الـ 54 في سنة 2004. سبق أن شاركت في دورة الألعاب الأولمبية الصيفية.

## روابط خارجية
- سيلفيا تالايا على موقع رابطة محترفات التنس (الإنجليزية)
- سيلفيا تالايا على موقع الاتحاد الدولي لكرة المضرب (الإنجليزية)
- سيلفيا تالايا على موقع كأس بيلي جين كينغ (الإنجليزية)
- سيلفيا تالايا على موقع خلاصة التنس.كوم (الإنجليزية)
- سيلفيا تالايا على موقع اللجنة الأولمبية الدولية (الإنجليزية)
- سيلفيا تالايا على موقع أوليمبيديا (الإنجليزية)